# Алустиса, Хосе
Хосе Алустиса Гарсия (исп. José Alustiza García, кат. Jose Alustiza García, 3 сентября 1947, Гипускоа, Испания) — испанский хоккеист (хоккей на траве), защитник.

## Биография
Хосе Алустиса Гарсия родился 3 сентября 1947 года в испанской провинции Гипускоа.
Играл в хоккей на траве за «Атлетико» из Сан-Себастьяна.
В 1972 году вошёл в состав сборной Испании по хоккею на траве на Олимпийских играх в Мюнхене, занявшей 7-е место. Играл на позиции защитника, провёл 4 матча, забил 1 мяч в ворота сборной Малайзии.